# Bathyarca japonica
Bathyarca japonica is een tweekleppigensoort uit de familie van de Arcidae. De wetenschappelijke naam van de soort is voor het eerst geldig gepubliceerd in 1977 door Habe.